# Podedwórze (gromada)
Podedwórze – dawna gromada, czyli najmniejsza jednostka podziału terytorialnego Polskiej Rzeczypospolitej Ludowej w latach 1954–1972.
Gromady, z gromadzkimi radami narodowymi (GRN) jako organami władzy najniższego stopnia na wsi, funkcjonowały od reformy reorganizującej administrację wiejską przeprowadzonej jesienią 1954 do momentu ich zniesienia z dniem 1 stycznia 1973, tym samym wypierając organizację gminną w latach 1954–1972.
Gromadę Podedwórze z siedzibą GRN w Podedwórzu utworzono – jako jedną z 8759 gromad na obszarze Polski – w powiecie włodawskim w woj. lubelskim na mocy uchwały nr 17 WRN w Lublinie z dnia 5 października 1954. W skład jednostki weszły obszary dotychczasowych gromad Podedwórze, Rusiły, Grabówka, Opole, Piechy, Bojary i Kalinka ze zniesionej gminy Opole w tymże powiecie. Dla gromady ustalono 13 członków gromadzkiej rady narodowej.
1 stycznia 1958 do gromady Podedwórze włączono obszar zniesionej gromady Hołowno w tymże powiecie.
31 grudnia 1961 z gromady Podedwórze wyłączono wieś i PGR Kalinka, włączając je do gromady Przewłoka w powiecie parczewskim w tymże województwie.
Gromada przetrwała do końca 1972 roku, czyli do kolejnej reformy gminnej. 1 stycznia 1973 w powiecie włodawskim utworzono gminę Podedwórze (od 1999 gmina Podedwórze znajduje się w powiecie parczewskim w woj. lubelskim).